# Ligsten
Ligsten er en type gravsten, som blev anvendt ved indendørs begravelser. Ligsten blev typisk nedlagt i gulvet, hvorfor de ofte var udsat for slitage gennem flere hundrede år. I dag er mange sten dog placeret på væggene for at undgå yderligere nedslidning.  
Adelens ligsten var ofte prægtige stykker stenhuggerkunst, hvor den afdøde blev afbildet centralt på stenen, mens der langs kanterne var inskriptioner og våbenskjolde. Adelsmanden var ofte afbildet i rustning for at vise, at han tilhørte samfundets krigerklasse. Borgerlige ligsten var typisk mere simple, hvor man havde en tekst centralt på stenen, omgivet af forskellige symbolske ornamenter.   
Traditionen med ligsten er begyndt engang i middelalderen og varede, indtil de indendørs begravelser blev forbudt ved kirkegårdsreformen i 1805. Fra 1500-tallet og fremefter valgte adelen og den rigeste del af borgerskabet dog ofte i stedet at lade opsætte et epitafium på kirkens vægge.